# Pati de l'Ambaixador Vich

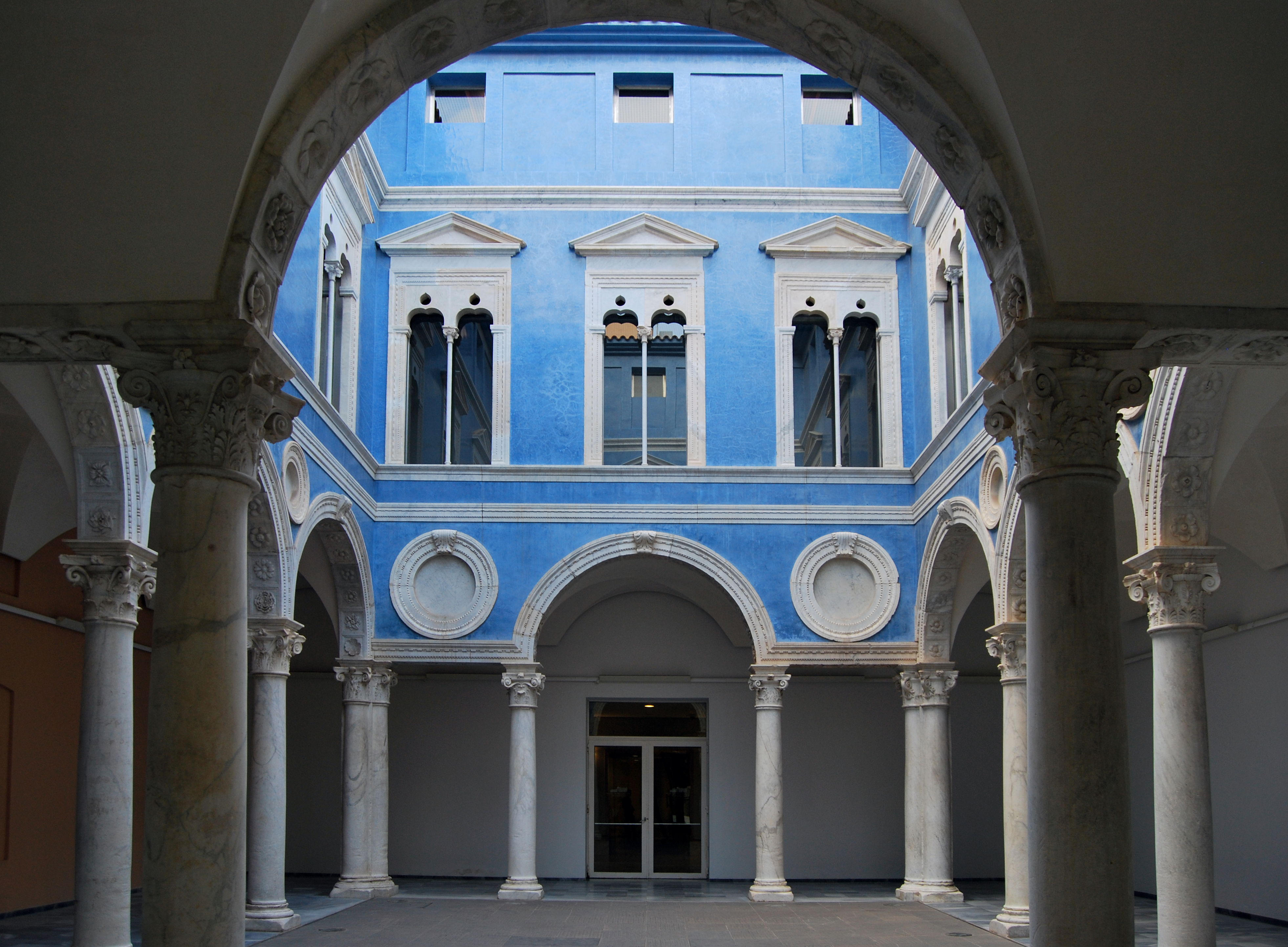
Pati de l'Ambaixador Vich (Museu de Belles Arts de València)

El pati de l'Ambaixador Vich és un cortile ('pati') renaixentista, fet amb marbre de Gènova, construït cap al 1525 en el palau de Jeroni Vich i Vallterra de la ciutat de València, ambaixador de Ferran el Catòlic a Roma. És un dels primers edificis renaixentistes de la península Ibèrica, estil que s'hi va introduir des de València.
Després de 300 anys, cap al 1850, el palau de l'Ambaixador Vich es trobava en estat ruïnós i era emprat per una impremta, fins que se'n decidí l'enderroc (el 1859). Les peces de marbre de Gènova que Jeroni Vich dugué a València per construir-lo es trobaven repartides per diversos edificis de la ciutat, la major part al convent gòtic del Carme (des del 1860 fins al 2006). El 2007, el pati es va reconstruir íntegrament al Museu de Belles Arts de València (part de les peces hagueren d'esculpir-se ex novo).

## El palau

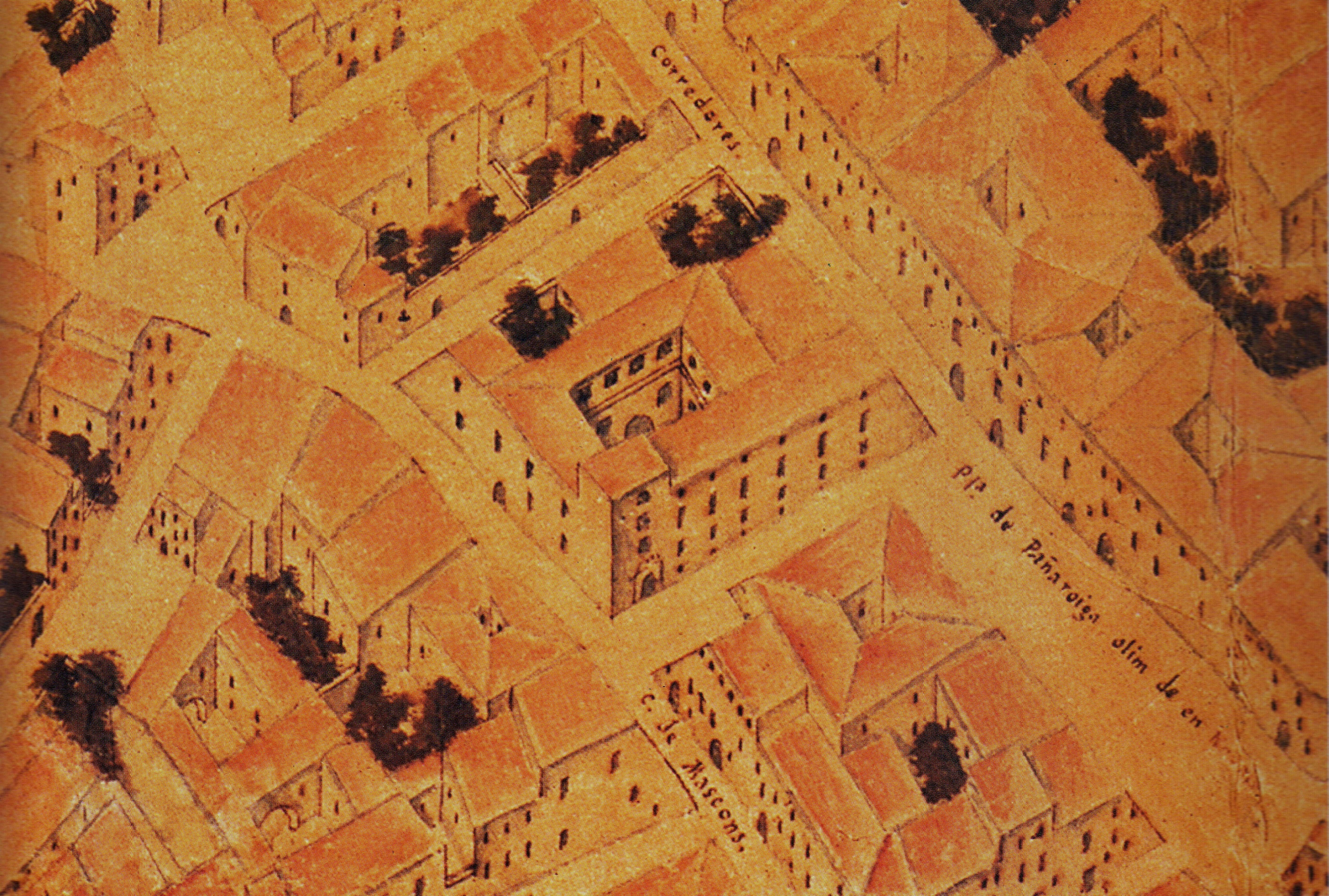
El palau Vich vist en el plànol de Tosca de 1704

El palau de l'Ambaixador Vich se situava a l'antiga demarcació parroquial de Sant Martí de la ciutat de València i sembla que la seua construcció data de cap al 1525, i no abans com s'ha dit (entre 1507 i 1516), ja que el seu promotor encara es trobava a Itàlia com a conseller del papa Lleó X. A més, Jeroni Vich restarà com a ambaixador de Carles I fins a 1521, quan és rellevat. Així i tot, pareix que no tenia intenció de tornar immediatament a València, ja que durant la primavera d'aqueix any resideix a Florència a l'abric del papa. Lleó X mor quan Vich ja es troba a València, però encara quedaran a Itàlia el seu germà i cardenal Guillem Ramon i altres vells aliats seus. Arribà a València el 21 de juny del mateix any al Grau, on el va rebre Rodrigo de Mendoza, primer marqués de Cenete, el governador Jeroni Cabanilles (que també havia sigut ambaixador de Ferran el Catòlic a París) i els jurats de la ciutat. Després de dormir al convent de Jesús, se'n va al monestir de la Murta, molt relacionat amb la seua família, i no resideix a la seua casa del carrer dels Solers (i no junt al portal de Sant Vicent, com diu el dietari de Sòria) segurament perquè les Germanies feien de València una ciutat insegura. Així doncs, sembla que la intenció de construir un nou palau es retardarà una vegada assentat l'ambaixador a la ciutat i passats els fets de les Germanies.
Així doncs, datat el començament del palau cap al 1525-1527, hi ha el dubte d'on van eixir les traces de l'innovador pati. S'ha insinuat que la traça del cortile la portà l'ambaixador des de Roma i, per tant, que l'artífex fos italià, apuntant fins i tot a l'entorn dels Sangallo. De fet, Antonio da Sangallo el Jove fou l'autor de la traça de l'església de Santa Maria de Montserrat a Roma el 1518, sota l'administració del mateix Jeroni Vich. Anteriorment, Sangallo havia treballat a l'església de Santiago de Roma, dels castellans, junt amb Donato Bramante, patrocinada també per la corona hispànica. Aquesta hipòtesi no se sustenta perquè l'arquitectura feta pels Sangallo no s'assembla a la del pati del palau Vich, sobretot en la traça del cos de finestres, que remeten a models propis valencians. Es podria dir que la traça es va forjar formalment a València, però influïda notablement per l'ambient artístic de la Roma dels papes Juli II i Lleó X.
Un element clau del pati que pot desentranyar l'artífex de la traça és el cos de finestres de la planta noble que dona al pati. Aquesta finestra de corbes, que es podria anomenar coronella a la romana, és a dir, gòtica amb elements renaixentistes, només floreix en l'àmbit valencià i té el seu origen en el palau comtal d'Oliva, renovat per Serafí de Centelles a principis del segle xvi i enderrocat en el segle xx. Un dels possibles artífexs que degueren prendre part en les obres del palau —tal com assenyala l'historiador Joan J. Gavara— és el mestre major de les obres de la ciutat, Agustí Munyós. El 19 de novembre del 1515, el Consell de la Ciutat li concedia una llicència per viatjar a Roma «per a certs negocis», segurament relacionats amb els interessos dels Vich. El mateix Munyós junt amb el pedrapiquer Joan d'Alacant començaran el 1516 l'obra de l'església del monestir de Santa Maria de la Murta, convent jerònim sota la protecció de la família Vich, ja que era el seu panteó familiar. Munyós, doncs, va estar a Roma durant el moment àlgid del papat de Lleó X (1513-1521); el pati seria el resultat d'això amb una posada l'endemà de l'arribada de l'ambaixador, el corrent renovador que també es vivia a València (amb la presència dels Hernando, per exemple) i reforçat per la naturalesa antiquària del marbre genovés, tot això explicaria la vinculació del pati amb models del Renaixement romà i el caràcter endèmic del cos de finestres.

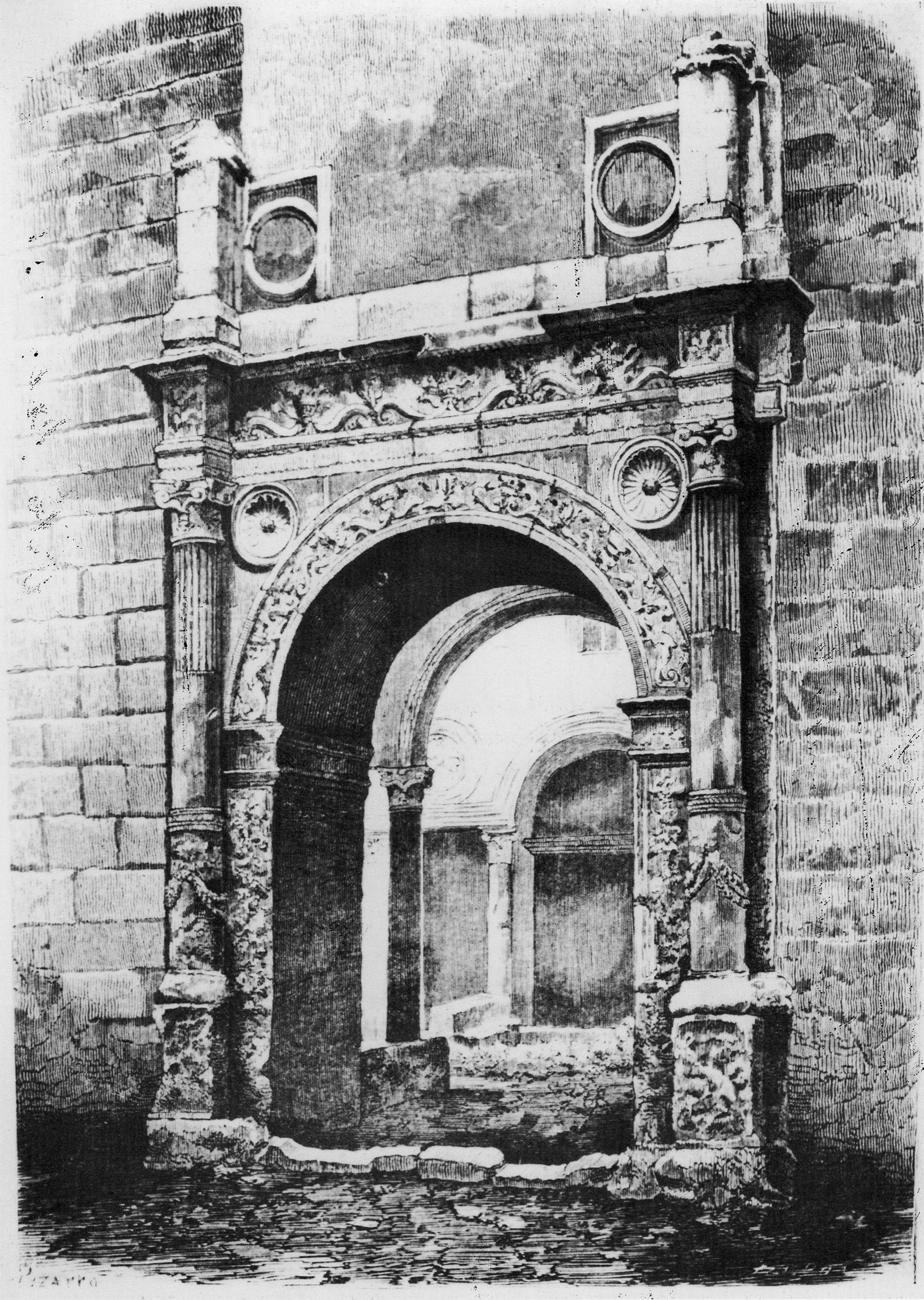
Portada del palau en un gravat del 1860

També s'ha documentat la participació en les obres del palau del fill d'Agustí, Lluís Munyós, mestre de talla que apareix relacionat amb la compra d'una càrrega d'algeps el 1526. Aquest té una trajectòria definida, relacionat amb obres de talla en què abundava el repertori ornamental «a la romana», utilitzant motles en l'execució de buidatges d'algeps, fent diverses rèpliques. Seua seria l'obra d'algeps dels portals i sostres del palau d'Oliva (desaparegut), els dissenys dels quals són idèntics, fets amb el mateix motle, als de la capella de Tots Sants de Portaceli (ca. 1510); per tant, la seua participació en el palau tindria unes característiques formals semblants o seria la talla dels teginats el que el van tindre ocupat en la decoració del palau Vich. També Munyós fill hi va treballar en les obres del palau de la Generalitat, per la seua habilitat en el disseny de portals i finestres en marbre.
Passats uns tres-cents anys des de la seua construcció, el Palau Vich s'enderrocà el 1859 i només se'n salvaren alguns elements i objectes. El més destacat i conegut fou el pati, actualment reconstruït i del qual se'n parla més avall. A banda d'aquest, es conserven altres elements provinents del palau, com ara les taules de Sebastiano del Piombo que Jeroni Vich va portar d'Itàlia. Les taules se cediren a la Corona el 1645 per saldar un deute i hui es troben repartides entre el Museu del Prado i l'Ermitage. Menys coneguts són els dos teginats que es guarden al Museu de Belles Arts, recuperats per l'Acàdemia de Belles Arts i encara vistos in situ per Vicent Boix. Es traslladaren al col·legi de Sant Pius V en el canvi de seu del museu el 1946; l'un té els cassetons quadrats i l'altre hexagonals, són un exemple de la manera d'operar en la València del primer terç del cinc-cents, i n'hi ha exemplars semblants a aquestos en diversos casalots i palaus de la ciutat. També al Museu de Belles Arts es conserva el relleu del Baptisme de Crist, que va pertànyer a Jeroni Vich; relacionat amb l'obra d'Andrea Sansovino, el seu deixeble Jacopo Tatti, també anomenat il Sansovino, treballà per al cardenal Vich des del 1519 en la reconstrucció de l'església de San Marcello al Corso. Una altra peça que fou propietat de l'ambaixador és la icona de la Mare de Déu de les febres, de factura romana d'Orient però molt repintada. Segons la tradició, va ser un regal de Lleó X a Vich; aquest el va donar al seu parent Joan Berenguer i Vallterra, senyor de Canet d'En Berenguer, que va pagar l'altar de l'església d'aquesta població i on es troba la pintura.
L'any 1999, es realitzà una excavació del solar on s'ubicava el palau, en l'actual carrer de Santa Irene (abans dels Solers), i s'hi trobà un pedestal de la portada i diversos fragments de cornisa de pissarra motlurada amb perles.
El palau Vich, com a introductor del llenguatge plenament renaixentista italià a la ciutat, ja present però de forma més decorativa, va suposar un gran impacte en les maneres de construir (igual que també ho van ser les pintures que allotjava) i ajudà a fixar-hi decisivament el corrent italianitzant. Un dels edificis influenciats pel palau Vich és el palau de Francisca de Pinós, duquessa viuda de Gandia, situat al costat de la plaça d'Alfons el Magnànim, i que després passarà als Pròxita, comtes d'Almenara. El seu pati, molt modificat, amb serlianes i les columnes d'ordre toscà, ja està en consonància amb l'arquitectura desenvolupada a València en la segona meitat del segle xvi, amb una sensibilitat que recorda obres traçades per Gaspar Gregori. També les finestres del segon cos del pati del palau Vich tenen ressò en les finestres, ara trífores, fetes per Joan Baptiste Corbera en la planta noble de la torrassa de la Generalitat, iniciades a partir del 1538.

### La recuperació delcortile

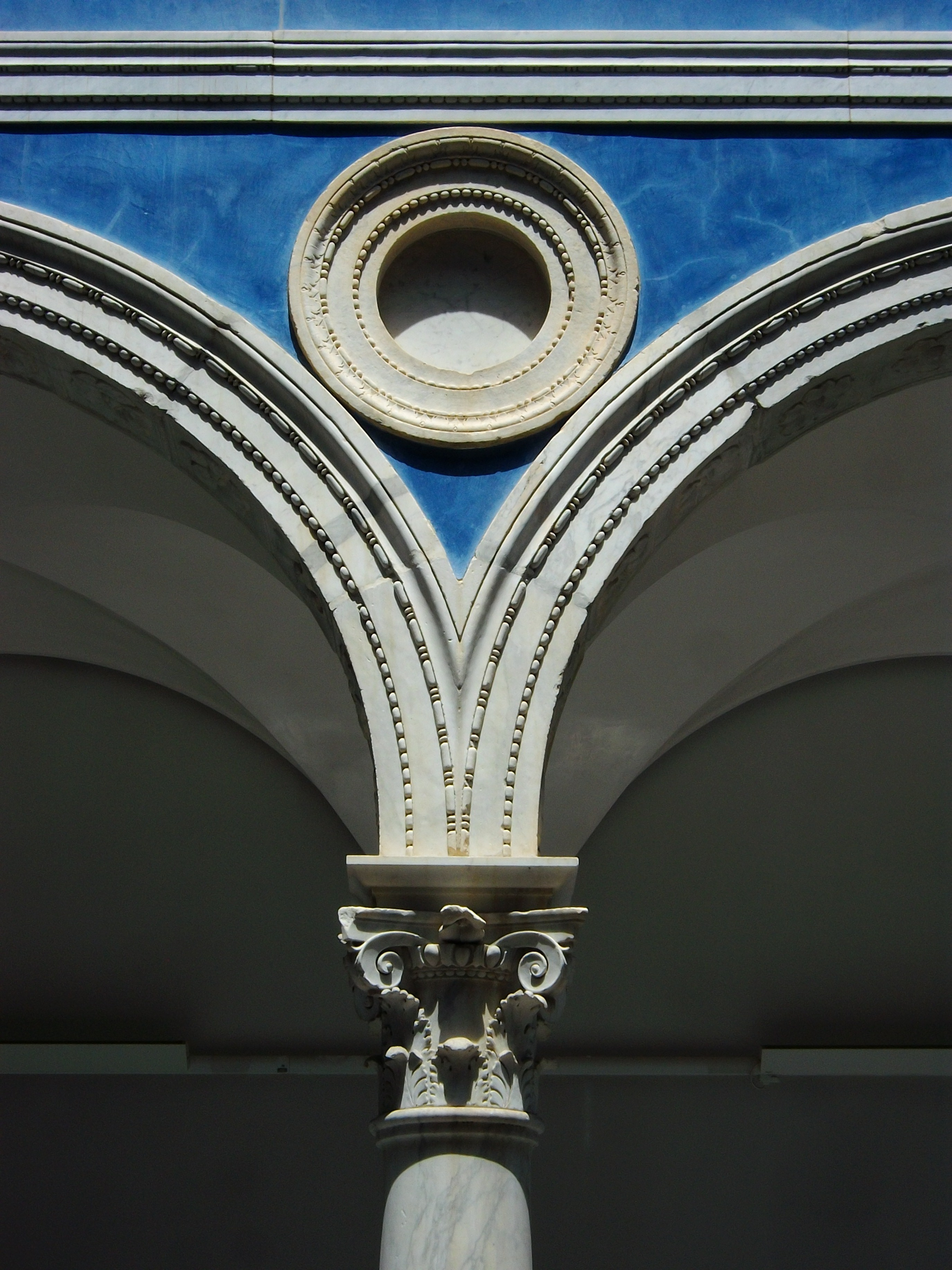
Detall del pati del Palau Vich

Després de l'enderrocament del palau el 1859, la fortuna dels marbres del pati o cortile va ser ben diversa: anaren a parar a diferents edificis i foren utilitzats com a decoració. La seua salvació es degué a la voluntat de la Reial Acadèmia de Belles Arts de Sant Carles, la qual va traslladar gran part d'aquestos materials a l'antic Museu del Carme. Una altra partida va passar a la casa Oliag de la plaça Tetuan de València, incloent-hi les petxines dels ulls de bou i frontons. Poc després, el 1860, l'arquitecte Salvador Escrig va aprofitar aquestos marbres i situà sis de les columnes al nou vestíbul d'entrada del museu. Es coneix la seua disposició formal gràcies a un gravat publicat per Teodor Llorente el 1889. El següent canvi que pateixen les restes del pati del palau de l'Ambaixador Vich es produirà el 1908, quan els arquitectes Lluís Ferreres i Francesc Almenar, recuperant un antic propòsit de l'Acadèmia, van reinstal·lar gran part dels marbres en l'antic refectori i l'aula capitular, distorsionant aquestos espais medievals. També moltes peces foren danyades per aconseguir encaixar-les entre els contraforts del refectori, configurant un discutible «antiquari», inaugurat per Alfons XIII el 1910. Durant el transcurs d'aquestes obres, va sorgir un concepte de reconstrucció més ambiciós que no es va dur a terme, però del qual es conserven les imatges fotogràfiques de la planimetria.
Amb el trasllat del Museu de Belles Arts a Sant Pius V, el material sobrant d'aquesta intervenció (arraconat en el convent del Carme) fou depositat al jardí exterior de la nova seu, on encara roman bona part del material arqueològic del museu. Fins que en dates recents es decidí reconstruir per complet el pati de l'Ambaixador Vich dins del complex museístic de Sant Pius V, el seu director Fernando Benito va reunir els dos dipòsits (el del Carme i els traslladats a Sant Pius) per propiciar-ne la reconstrucció. Finalment, es va instal·lar definitivament el pati del palau de l'Ambaixador Vich al Museu de Belles Arts a la tardor del 2006.
La reconstrucció del pati Vich produeix una distorsió formal del conjunt intencionada, ja que la separació del conjunt del pati dels paraments que l'envolten impedeix allotjar la cornisa de pissarra que circumdava les parets del claustre i produeix un efecte bicolor fonamental per comprendre l'exegesi estilística del pati. D'altra banda, tampoc s'han reposat les petxines dels ulls de bou i frontons, com apareix en l'alçat de Josep Fornés i que van anar a parar a la casa Oliag de València. No obstant això, amb la reconstrucció del pati Vich s'ha recuperat un dels espais més significatius del Renaixement valencià.

## Descripció

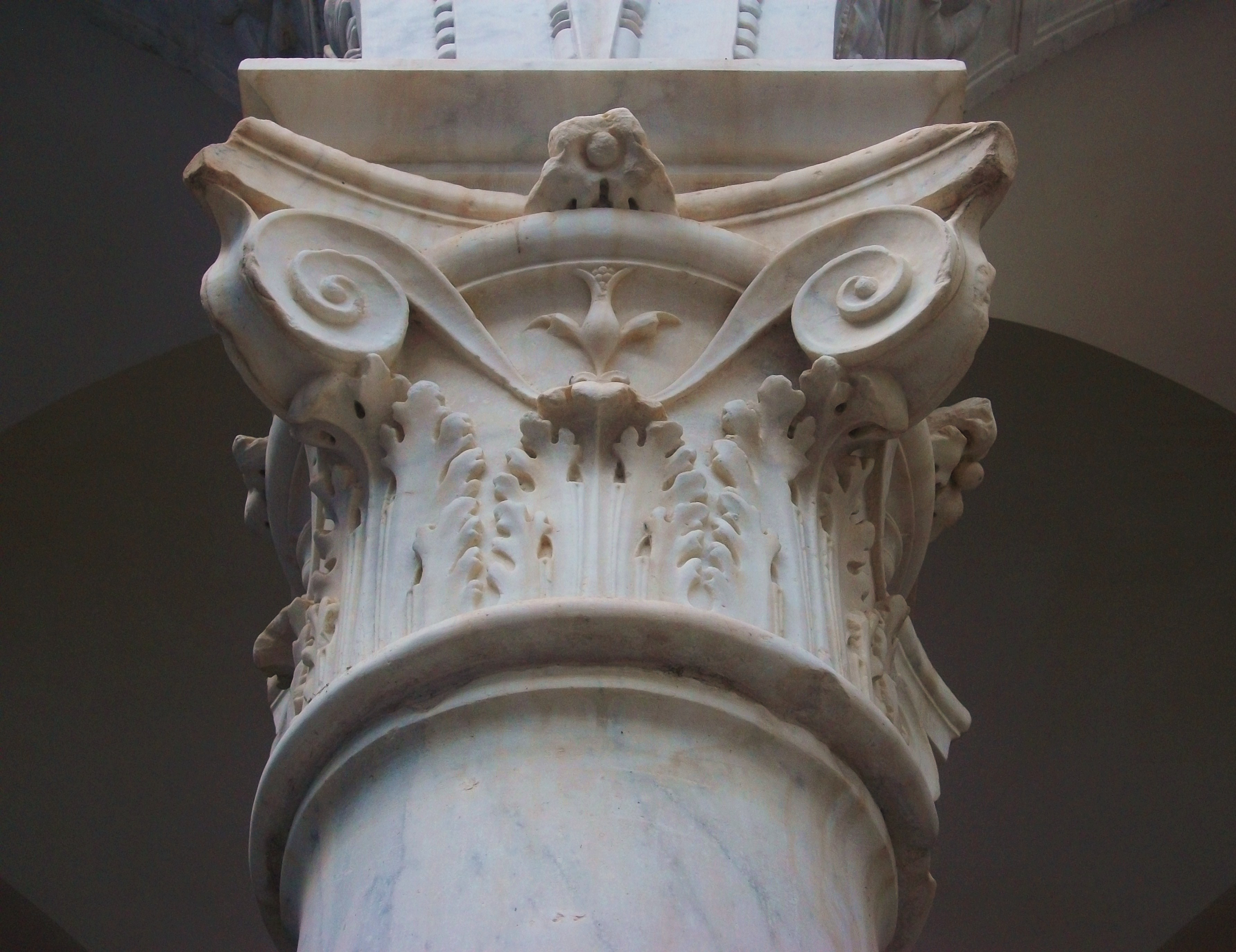
Un capitell del pati de l'Ambaixador Vich

El Palau Vich fou un gran edifici de més de 30 metres de façana que repetia l'esquema tradicional dels grans casalots valencians, organitzat al voltant d'un pati central i que mostra a l'exterior els buits del semisoterrani, entresol, planta noble i andana, com es pot veure en el plànol del pare Tosca del 1704. Tenia una torre cantonera, potser d'un estadi posterior, on s'allotjava la portada. Només una placeta menuda emfasitzava l'entrada al palau, cosa que donava un cert alleujament als carrers eixuts que circumdaven l'edifici, més estrets que els actuals.
La portada del palau corresponia a models renaixentistes, però no tan italianitzants sinó més hispànics, i estava feta d'alabastre de Picassent. Repetia els esquemes de la portada coetània del duc de Mandas i de la també desapareguda del palau de la Batlia. La portada està relacionada formalment, també pel material, amb la capella de la Resurrecció de la catedral de València, obra de Gregorio Biguerny, del 1535.
L'element de l'edifici més conegut i innovador en el seu moment fou el pati, actualment reconstruït en el Museu de Belles Arts de València. La seua concepció innovadora s'allunya del pati gòtic tradicional (amb escala rampant en angle i grans arcs escarsers), per constituir un elegant cortile plenament clàssic, fet amb marbre llavorat i importat des de Gènova, i s'aparta definitivament dels esquemes del gòtic; l'ésser humà abandona la tendència mística i ascètica gòtica, i decideix fer edificis més alegres i regulars, com aquest.
El pati és de planta rectangular, d'uns 15 x 18,5 metres, configurat com a petit cortile o corte a la italiana, amb tres pisos estructurats amb proporció i funció regularitzadora classicista. El pati consta de tres pisos, el primer té en els dos costats curts una serliana amb òculs als enfronts principals, els costats més llargs tenen tres arcades; tot sobre un ordre columnari, entaulament tripartit ortodoxament disposat, que divideix aquest primer pis de la resta. Els segon pis està constituït pel cos de finestres, tres a cada costat, que interpreten la tradicional finestra coronella amb un nou llenguatge a la romana, amb el seu mainell i arc amb llinda lobulat (gòtic) junt amb bastiments motlurats, fris i frontons triangulars de petxina. En el tercer pis, s'obrin també tres finestres a cada costat, però molt més senzilles i sense cap mena de decoració.
Els capitells de les columnes del pati es consideren arcaïtzants per a l'època de la construcció del palau (és un altre motiu per a l'errònia datació primerenca de principis del segle xvi), ja que són molt semblants als que es produïen a principis dels cinc-cents, com els del cortile del palazzo Costabili de Ferrara (1500-1504, obra de Gabriele Frisoni, amb columnes idèntiques i el mateix pilar cantoner amb doble semicolumna. Aquest caràcter retardatari s'explicaria per la repetició de models, ja que els marbres del pati Vich foren llavorats en sèrie a Gènova. La importació del prestigiós marbre genovés (de Massa-Carrara) no era estrany en la València de l'època, perquè era de molt major qualitat que l'autòcton i la seua adquisició donava prestigi. Exemples d'aquesta importació de marbre genovés al País Valencià són el palau d'Oliva, anteriorment, o el pati del col·legi del Patriarca, posteriorment.